# Trichohippopsis suturalis
Trichohippopsis suturalis là một loài bọ cánh cứng trong họ Cerambycidae.